# Клеменс Фріц
Клеменс Фріц (нім. Clemens Fritz, нар. 7 грудня 1980, Ерфурт) — німецький футболіст, захисник клубу «Вердер».
Насамперед відомий виступами за клуби «Рот Вайс» (Ерфурт), «Карлсруе СК» та «Баєр 04», а також національну збірну Німеччини.
Володар Кубка Німеччини.

## Клубна кар'єра
У дорослому футболі дебютував 1998 року виступами за команду клубу «Лейпциг», в якій провів один сезон, взявши участь лише у 6 матчах чемпіонату.
Своєю грою за цю команду привернув увагу представників тренерського штабу клубу «Рот Вайс» (Ерфурт), до складу якого приєднався 1999 року. Відіграв за клуб з Ерфурта наступні два сезони своєї ігрової кар'єри. Більшість часу, проведеного у складі «Рот Вайс», був основним гравцем захисту команди.
2001 року уклав контракт з клубом «Карлсруе СК», у складі якого провів наступні два роки своєї кар'єри гравця. Граючи у складі «Карлсруе» також здебільшого виходив на поле в основному складі команди.
З 2003 року три сезони захищав кольори команди клубу «Баєр 04».
До складу клубу «Вердер» приєднався 2006 року. Наразі встиг відіграти за бременський клуб 136 матчів в національному чемпіонаті. За цей час виборов титул володаря Кубка Німеччини.

## Виступи за збірну
2006 року дебютував в офіційних матчах у складі національної збірної Німеччини. Наразі провів у формі головної команди країни 22 матчі, забивши 2 голи.
У складі збірної був учасником чемпіонату Європи 2008 року в Австрії та Швейцарії, де разом з командою здобув «срібло».

## Титули і досягнення
- Володар Кубка Німеччини (1):

«Вердер»: 2008-09
- Володар Кубка німецької ліги (1):

«Вердер»: 2006
- Володар Суперкубка Німеччини (1):

«Вердер»: 2009
- Віце-чемпіон Європи: 2008